# 玉栄集
『玉栄集』（ぎょくえいしゅう）とは、慶福院花屋玉栄による『源氏物語』の注釈書である。

## 概要
奥書によれば1602年（慶長7年）4月の成立とされる。この数年前（1594年（文禄3年））に成立した同じ花屋玉栄による『源氏物語』の注釈書である『花屋抄』をさらに簡略化したと見られる全般的に初心者向けの内容であり、当時存在した多くの注釈書が自身の学識をひけらかすための漢籍や仏典の記述にあふれており『源氏物語』を理解することから離れた「注釈のための注釈」になってしまっていることを批判している。全1巻1冊。伝本は少ない。

## 内容
本書は内容的には序文と以下の3つの部分に分かれる
- 序文
- 本体
  - 第一部（巻名の由来や年立などを記しており、梗概書的な内容）
  - 第二部（和歌についての説明）
  - 第三部（簡単な語釈）

## 翻刻
- 簗瀬一雄・伊井春樹共編翻刻「玉栄集」『碧冲洞叢書 第87輯 源語研究資料集』簗瀬一雄、1969年（昭和44年）
底本:簗瀬一雄蔵本